# Vishal (Zaltbommel)

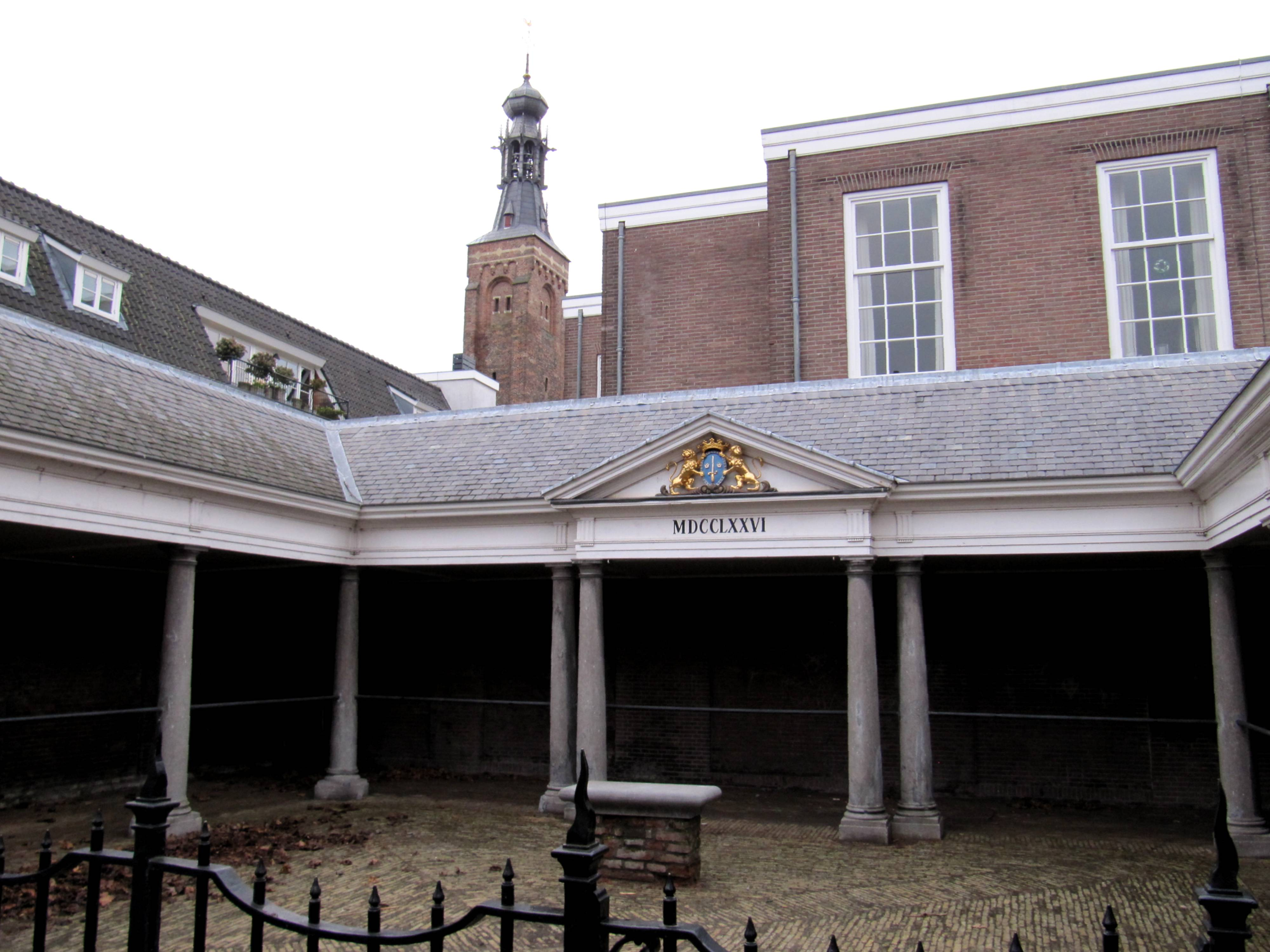
Vishal

De Vishal is een bouwwerk te Zaltbommel, gelegen aan de Vismarkt op de hoek van de Kerkstraat.
Het is een bouwwerk in classicistische stijl, ontworpen door C. van Leeuwen en gebouwd in 1776. Het bestaat uit een galerij van drie, aan de binnenzijde open, vleugels, gegroepeerd rond een pleintje. De middenvleugel heeft een fronton met daarop het Wapen van Zaltbommel. De twee toegangsdeuren vertonen elk een mand met vissen in houtsnijwerk.
De galerijen bevatten toonbanken in de vorm van gladde stenen, waarop de vis wordt getoond. Dit met het oog op de hygiëne.